# Angelica Katsanidou
Maria Angelica Soteria Katsanidou, född 2 mars 1983, är en svensk socialdemokratisk politiker från Västerviks kommun. Hon är sedan 21 november 2019 regionstyrelsens ordförande i Region Kalmar län. Hon är den första kvinnan som valts till uppdraget som ordförande i regionstyrelsen. Innan hon valdes till regionstyrelsens ordförande var hon regionråd med ansvar för personalfrågor, ett uppdrag hon valdes till i oktober 2018. 
Hon har tidigare varit ordförande för socialnämnden i Västerviks kommun.
Hon är sedan i april 2024 vice ordförande för Socialdemokraterna i Kalmar län och därmed ledamot i distriktsstyrelsen och dess verkställande utskott. 